# Man’yōgana
Man’yōgana (jap. 万葉仮名) ist ein historisches Schriftsystem der japanischen Sprache, das chinesische Schriftzeichen (Kanji) nicht ihrer semantischen (bedeutungstragenden) Qualitäten wegen verwendet, sondern aus phonetischen (lautlichen) Gründen. Sie ist damit eine Silbenschrift und Vorläufer der heute in Japan verwendeten Hiragana- und Katakana-Schriften.
Man’yōgana wurden ursprünglich zur Schreibung von Orts- und Personennamen verwendet (vgl. kana von kari na ‚geliehene Namen‘), da in Japan zu jener Zeit auf Chinesisch geschrieben wurde (Kanbun) und man Eigennamen nicht ohne Weiteres ins Chinesische übersetzen konnte, zumal teilweise auch die dafür notwendige Bedeutung der Namen nicht mehr bekannt war. Später erkannte man, dass es mittels Man’yōgana möglich war, Texte unverfälscht Japanisch zu schreiben, d. h. man sie direkt mit japanischer Lautung und Wortreihenfolge wiedergeben konnte und eine Übersetzung nicht mehr notwendig war. Diese Verwendung blieb jedoch hauptsächlich auf Gedichte beschränkt, so z. B. bereits im durch das Kojiki (712) und Nihongi (720) überlieferten ältesten Gedicht Japans.
In der altjapanischen Gedichtanthologie Man’yōshū (‚Sammlung der zehntausend Blätter‘) aus der Mitte des 8. Jahrhunderts finden sich 480 derartig verwendete phonetische Zeichen in verschiedenen Formen, weswegen diese den Namen Man’yōgana erhielten.

## Einteilung
Man’yōgana lassen sich grundsätzlich nach ihrer Aussprache in drei Gruppen einteilen.

### Ongana
Ongana (音仮名 ‚Laut-Silben‘) oder Jiongana (字音仮名 ‚Zeichen-Laut-Silben‘) wurden anhand der chinesischen Aussprache (On-Lesung) der verwendeten Schriftzeichen gewählt. Der Lautstand entspricht dabei dem Früh-Mittelchinesischen bzw. der sinokoreanischen Aussprache des Königreichs Baekje von dem Japan die chinesische Schrift übernahm.
Der häufigste Fall ist, dass ein Zeichen hier einer Silbe (1字1音 ichi ji ichi on, deutsch ‚ein Zeichen, ein Ton‘) entspricht, wie 阿 a, 伊 i und 加 ka. Teilweise werden auch zwei Zeichen für eine Silbe verwendet, wobei das erste Schriftzeichen für die Silbe steht und das zweite Schriftzeichen den Vokal wiederholt, z. B. 渭伊 wi, 斐伊 pi, 紀伊 ki und 由宇 yu. Ongana sind die häufigste Form von Man’yōgana und nicht selten wurden auch komplette Gedichte (insbesondere in älteren Texten wie dem Kojiki oder Nihongi) allein in Ongana verfasst.

### Kungana
Kungana (訓仮名 ‚Bedeutung-Silben‘) oder Jikungana (字訓仮名 ‚Zeichen-Bedeutung-Silben‘) nutzen die japanische Aussprache (Kun-Lesung) des durch das Schriftzeichen bezeichneten Wortes. Da japanische Wörter im Allgemeinen länger als chinesische sind, bezeichnen Kungana häufig mehrere Silben wie 鴨 kamo (Bedeutung: ‚Ente‘).
Einsilbige Jikungana sind beispielsweise 吾 a, 射 i und 鹿 ka. Auch hier kommt es vor, dass mehrere Schriftzeichen für eine Silbe stehen, einerseits, weil das japanische Wort im Einzelfall kürzer als sein chinesisches Gegenstück war wie bei 海藻 me, andererseits, weil wie bei den Zweizeichen-Ongana eine Schachtelung vorgenommen wurde. So kommt es vor, dass das zweite Schriftzeichen für die eigentliche Silbe steht und das erste Schriftzeichen die Silbe enthält, z. B. 摂津 tu, wobei 摂 allein setu gelesen wird. Weiterhin können mehrere Zeichen auch für mehrere Silben stehen wie bei 下風 arasi (Bedeutung: ‚Fallwind‘) mit zwei Zeichen für drei Silben.
Zwar waren Ongana die häufigsten Man’yōgana, zumal für einige Silben nie Kungana entwickelt wurden, allerdings sind bereits für die Regierungszeit Kaiserin Suikos (592–628) fünf Kungana bekannt.

### Gisho
Gisho/Tawamuregaki (戯書 ‚verspielte Schreibweisen‘) sind Man’yōgana, die sich nach dem Rebus-Prinzip ergeben. Folgende Varianten gibt es dabei:
- Graphemogramme: 山上復有山 ide, deutsch ‚Über dem Berg ist ein weiterer Berg‘ da das Schriftzeichen 出 als ide gelesen wird und aussieht wie zwei Berge 山 übereinander.
- Arithmogramme: 重二 si, deutsch ‚Zweien übereinander‘ und 並二 si, deutsch ‚Zweien nebeneinander‘ da si ‚Vier‘ bedeutet, 十六 sisi, deutsch ‚16‘ da 4×4,
- Onomatogramme (Lautmalerei): 馬聲 i, deutsch ‚Pferdelaut‘, 蜂音 bu, deutsch ‚Hummelton‘, 喚鶏 tutu, deutsch ‚schreiender Hahn‘.

Insbesondere Gisho erschweren die Lesung von Man’yōgana-Texten, da beispielsweise bei einem Auftreten von 十六 erst a) aus dem Kontext geschlossen werden muss, dass diese nicht regulär als to2si gelesen werden müssen und auch nicht die Bedeutung 16 besitzen, sondern b) ein Rebus für 4×4 sind, daher sisi gelesen werden sollen und dann c) beispielsweise für das so ausgesprochene Wort ‚Wildtier‘ stehen.

### Einsilbige Man’yōgana (Magana)
Die einsilbigen Man’yōgana werden auch als Magana (真仮名 ‚wahre Silbenschrift‘) bezeichnet, da wie bei modernen Kana ein Zeichen für genau eine Silbe steht und überdies die Magana als Grundlage für die modernen Kana dienten.
Japanische Silben folgen einer KV-Struktur, sodass die nachfolgende Tabelle spaltenweise nach dem anlautenden Konsonant und zeilenweise nach dem auslautenden Vokal gegliedert ist. Die Benennung folgt dem phonetischen System und der Transkription der Altjapanischen Sprache, d. h. die h-Lautreihe des modernen Japanischen wird durch dessen vermutete damalige Realisierung als *p bezeichnet, sowie die Trennung das bestimmte Silben in zwei verschiedenen Paaren auftraten, für deren konkrete phonetische Bedeutung es bisher keinen linguistischen Konsens gibt. Andere Quellen transkribieren die p-Reihe basierend auf der Aussprache im Klassischjapanischen auch als f bzw. basierend auf dem modernen Japanisch als h.
|    | ∅-               | k-                 | s-                                                         | t-                   | n-                           | *p-                                      | m-                           | y-                 | r-             | w-                         | g-                 | z-                       | d-                   | b-             |
| -- | ---------------- | ------------------ | ---------------------------------------------------------- | -------------------- | ---------------------------- | ---------------------------------------- | ---------------------------- | ------------------ | -------------- | -------------------------- | ------------------ | ------------------------ | -------------------- | -------------- |
| a  | 阿安英足         | 可何加架香蚊迦     | 左佐沙作者柴紗草散                                         | 太多他丹駄田手立     | 那男奈南寧難七名魚菜         | 八方芳房半伴倍泊波婆破薄播幡羽早者速葉歯 | 万末馬麻摩磨満前真間鬼       | 也移夜楊耶野八矢屋 | 良浪郎楽羅等   | 和丸輪                     | 我何賀             | 社射謝耶奢装蔵           | 陀太大嚢             | 伐婆磨魔       |
| i1 | 伊怡以異已移射五 | 支伎岐企棄寸吉杵來 | 子之芝水四司詞斯志思信偲寺侍時歌詩師紫新旨指次此死事准磯為 | 知智陳千乳血茅       | 二人日仁爾迩尼耳柔丹荷似煮煎 | 比必卑賓日氷飯負嬪臂避匱                 | 民彌美三水見視御             | keine †            | 里理利梨隣入煎 | 位為謂井猪藍               | 伎祇芸岐儀蟻       | 自士仕司時尽慈耳餌児弐爾 | 遅治地恥尼泥         | 婢鼻弥         |
| i2 | 伊怡以異已移射五 | 貴紀記奇寄忌幾木城 | 子之芝水四司詞斯志思信偲寺侍時歌詩師紫新旨指次此死事准磯為 | 知智陳千乳血茅       | 二人日仁爾迩尼耳柔丹荷似煮煎 | 非悲斐火肥飛樋干乾彼被秘                 | 未味尾微身実箕               | keine †            | 里理利梨隣入煎 | 位為謂井猪藍               | 疑宜義擬           | 自士仕司時尽慈耳餌児弐爾 | 遅治地恥尼泥         | 備肥飛乾眉媚   |
| u  | 宇羽于有卯烏得   | 久九口丘苦鳩来     | 寸須周酒州洲珠数酢栖渚                                     | 都豆通追川津         | 奴努怒農濃沼宿               | 不否布負部敷経歴                         | 牟武無模務謀六               | 由喩遊湯           | 留流類         | keine †                    | 具遇隅求愚虞       | 受授殊儒                 | 豆頭弩               | 夫扶府文柔歩部 |
| e1 | 衣依愛榎         | 祁家計係價結鶏     | 世西斉勢施背脊迫瀬                                         | 堤天帝底手代直       | 禰尼泥年根宿                 | 平反返弁弊陛遍覇部辺重隔                 | 売馬面女                     | 曳延要遥叡兄江吉枝 | 礼列例烈連     | 廻恵面咲                   | 下牙雅夏           | 是湍                     | 代田泥庭伝殿而涅提弟 | 弁便別部       |
| e2 | 衣依愛榎         | 気既毛飼消         | 世西斉勢施背脊迫瀬                                         | 堤天帝底手代直       | 禰尼泥年根宿                 | 閉倍陪拝戸経                             | 梅米迷昧目眼海               | 曳延要遥叡兄江吉枝 | 礼列例烈連     | 廻恵面咲                   | 義気宜礙削         | 是湍                     | 代田泥庭伝殿而涅提弟 | 倍毎           |
| o1 | 意憶於應         | 古姑枯故侯孤児粉   | 宗祖素蘇十                                                 | 刀土斗度戸利速       | 努怒野                       | 凡方抱朋倍保宝富百帆穂                   | 毛畝蒙木問聞                 | 用容欲夜           | 路漏           | 乎呼遠鳥怨越少小尾麻男緒雄 | 吾呉胡娯後籠児悟誤 | 俗                       | 土度渡奴怒           | 煩菩番蕃       |
| o2 | 意憶於應         | 己巨去居忌許虚興木 | 所則曾僧増憎衣背苑                                         | 止等登澄得騰十鳥常跡 | 乃能笑荷                     | 凡方抱朋倍保宝富百帆穂                   | 方面忘母文茂記勿物望門喪裳藻 | 与余四世代吉       | 呂侶           | 乎呼遠鳥怨越少小尾麻男緒雄 | 其期碁語御馭凝     | 序叙賊存茹鋤             | 特藤騰等耐抒杼       | 煩菩番蕃       |

Die Unterscheidung zwischen mo1 und mo2 findet sich im Kojiki (712), verschwand aber kurz danach.

## Beispiele

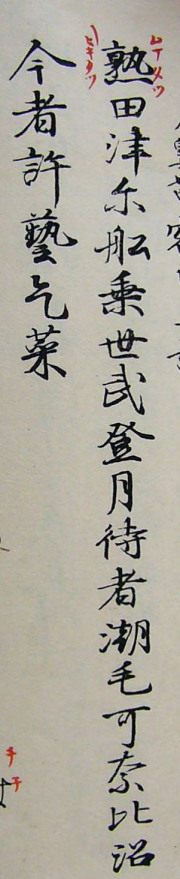
Nukatas Gedicht im Man’yōshū

Folgendes Gedicht (waka) von Prinzessin Nukata aus dem Man’yōshū (Gedicht 8, Band 1) soll die Verwendung von Man’yōgana illustrieren.
Diese sind farbig unterlegt gesetzt, wobei Ongana rot, Kungana gelb und Gisho grün unterlegt sind. Die verbleibenden chinesischen Schriftzeichen werden in ihrer konkreten Bedeutung und somit nicht lautlich verwendet, wodurch sie daher keine Man’yōgana sind.
| Japanisch   | 熟田津尓     | 船乗世武登                  | 月待者                    | 潮毛可奈比沼               | 今者許藝乞菜           |
| Umschrift   | Nigi1tatu ni | punano2ri semu to2          | tuki2 mate ba             | sipo mo kanapi1nu          | ima pa ko2gi1ide na    |
| Modern      | Nigitatsu ni | funanori sen to             | tsuki mate ba             | shio mo kanai1nu           | ima wa kogiide na      |
| Übersetzung | In Nigitatsu | würden wir Segel setzen und | den Mond abwarten, jedoch | mit den Gezeiten gegen uns | müssen wir nun rudern! |

熟 ist ein Beispiel für ein Gisho, da dieses Schriftzeichen unter anderem zwar ‚kochen, zubereiten‘ bedeutet, was niru ausgesprochen wird bzw. in der altjapanischen Vergangenheitsform niki1 – allerdings wird üblicherweise dieses Wort mit anderen Schriftzeichen geschrieben und 熟 anders gelesen.

## Abgeleitete Schriften
Aus den Kursivschrift- und Grasschriftformen der Man’yōgana entwickelte sich durch Reduzierung der Strichzahl die Silbenschrift Hiragana. Kam sie zunächst hauptsächlich nur für Gedichte, Anmerkungen und private Korrespondenz zum Einsatz, wurde sie ab 900 zur bevorzugten Schrift um Japanisch zu schreiben. Da Nur-Hiragana-Texte, d. h. ohne Kanji, hauptsächlich von Frauen geschrieben wurden, werden diese auch als Onnade (女手 ‚Frauenhand‘) bzw. Onnagana (女仮名 ‚Frauen-Silbenschrift‘) bezeichnet und die Man’yōgana demgegenüber auch als Otokogana (男仮名 ‚Männer-Silbenschrift‘).
Katakana entwickelten sich entweder aus Zeichensegmenten der Kursiv- und Grasschriftformen oder der quadratischen Regelschrift. Sie entstand im 9. Jahrhundert zur Annotation chinesischer Texte mit japanischen Lesehinweisen. Heute werden Katakana hauptsächlich zur Schreibung von Fremdwörtern oder zur Hervorhebung verwendet.
Beiden ist gemein, dass im Gegensatz zu Man’yōgana eine Silbe durch nur je exakt ein Zeichen geschrieben werden kann, so dass statt der 480 im Man’yōshū vorkommenden Man’yōgana nur noch notwendig war je 48 Zeichen zu lernen. Allerdings gab es auch abweichende Alternativformen, die als Hentaigana bezeichnet werden.
Ableitungstafel der Kana-Zeichen